# والاس بيري
والاس بيري (بالإنجليزية: Wallace Beery)‏ (مواليد 01 أبريل 1885 - الوفاة 15 أبريل 1949) هو ممثل أمريكي بدأ مسيرته الفنية عام 1913. كما أنه فاز بجائزة الأوسكار لأفضل ممثل عن دوره في فيلم البطل.

## روابط خارجية
- والاس بيري على موقع IMDb (الإنجليزية)
- والاس بيري على موقع الموسوعة البريطانية (الإنجليزية)
- والاس بيري على موقع ألو سيني (الفرنسية)
- والاس بيري على موقع ميوزك برينز (الإنجليزية)
- والاس بيري على موقع أول موفي (الإنجليزية)
- والاس بيري على موقع قاعدة بيانات برودواي على الإنترنت (الإنجليزية)
- والاس بيري على موقع قاعدة بيانات الأفلام السويدية (السويدية)
- والاس بيري على موقع إن إن دي بي (الإنجليزية)
- والاس بيري على موقع ديسكوغز (الإنجليزية)
- والاس بيري على موقع قاعدة بيانات الفيلم (الإنجليزية)